# الهيئة العامة للتأمين الاجتماعي (البحرين)
الهيئة العامة للتأمين الاجتماعي هي الجهة الرسمية المسؤولة عن تقديم الخدمات التأمينية للخاضعين لقانون التقاعد المدني وقانون التأمين الاجتماعي في مملكة البحرين، وقد أنشئت الهيئة بموجب القانون رقم (3) لسنة 2008 لتحل محل الهيئة العامة لصندوق التقاعد والهيئة العامة للتأمينات الاجتماعية ، وذلك بهدف توفير غطاء تأميني للخاضعين ضد مخاطر الشيخوخة والعجز والوفاة وإصابة العمل والتعطل في القطاعين العام والخاص.

## رؤية الهيئة
التميز في جودة الخدمات واستدامة المزايا التأمينية.

## رسالة الهيئة
ضمان الطمأنينة والاستقرار الاجتماعي وتقديم خدمات تأمينية عالية الجودة للجميع.

## مسؤوليات الهيئة
تطبق الهيئة القوانين التالية:
- القانون رقم (13) لسنة 1975 بشأن تنظيم معاشات ومكافآت التقاعد لموظفي الحكومة.

- قانون التأمين الاجتماعي الصادر بالمرسوم بقانون رقم (24) لسنة 1976 والقانون رقم (78) لسنة 2006 بشأن التأمين ضد التعطل.

- المساهمة في التبادل والتعاون الدولي من خلال عضوية المنظمات التأمينية الدولية.

## قيم الهيئة
الثقة. المسؤولية. الجودة. الطمأنينة والاستقرار الاجتماعي. الإبداع. التكامل.

## وصلات خارجية
- الموقع الرسمي للهيئة العامة للتأمين الاجتماعي